# Biosfera (Gênes)
La Biosfera ou Biosphère, communément appelée Bulle de Renzo Piano est une structure de verre et d'acier située dans le Porto Antico de Gênes et construite en 2001. La structure, de forme sphérique, d'un diamètre de 20 mètres, d'un poids total de 60 tonnes et d'une surface d'exposition d'environ 200 m2, est suspendue au-dessus de la mer, au pont Spinola, à proximité immédiate de l'aquarium de Gênes,.

## Description
À l'intérieur, une petite portion de forêt tropicale humide a été reconstituée qui abrite plus de 150 espèces d'organismes animaux et végétaux, tels que des oiseaux, des tortues, des poissons, des insectes, de grandes fougères arborescentes des pépinières municipales, faisant jusqu'à sept mètres de haut. Diverses espèces tropicales, des plantes traditionnellement utilisées par l'homme, trouvent ici les conditions climatiques propices à leur survie grâce à un système de conditionnement informatisé qui garantit le maintien d'un niveau adéquat de température et d'humidité à l'intérieur de la sphère,. La Biosfera a été conçue par le célèbre architecte génois Renzo Piano et ouverte au public en 2001 à l'occasion du sommet du G8 tenu à Gênes. Aujourd'hui la visite à l'intérieur de la sphère fait partie intégrante de l'itinéraire proposé par l'Aquarium de Gênes,.
Il existe deux systèmes de climatisation : un artificiel, utilisé en saison hivernale, constitué de machines thermiques placées sous la sphère, qui exploitent la chaleur de l'eau de mer pour alimenter une série de radiateurs grâce à une pompe à chaleur et un autre naturel constitué d'un système de voiles mobiles qui, selon la position du soleil, font varier l'incidence du rayonnement solaire (le protégeant plus ou moins),.
La structure conçue par le célèbre architecte génois a été officiellement inaugurée le 19 janvier 2002 par le maire de Gênes de l'époque Giuseppe Pericu et par Paolo Messina, PDG d'Ignazio Messina & Cie, qui avaient financé sa construction, qui a coûté 4 milliards de lires,. Une série de difficultés techniques entraînant des risques pour la survie des espèces animales et végétales ont conduit à sa fermeture en février 2003. Après les travaux d'adaptation nécessaires, il a rouvert le 1er octobre 2003,.

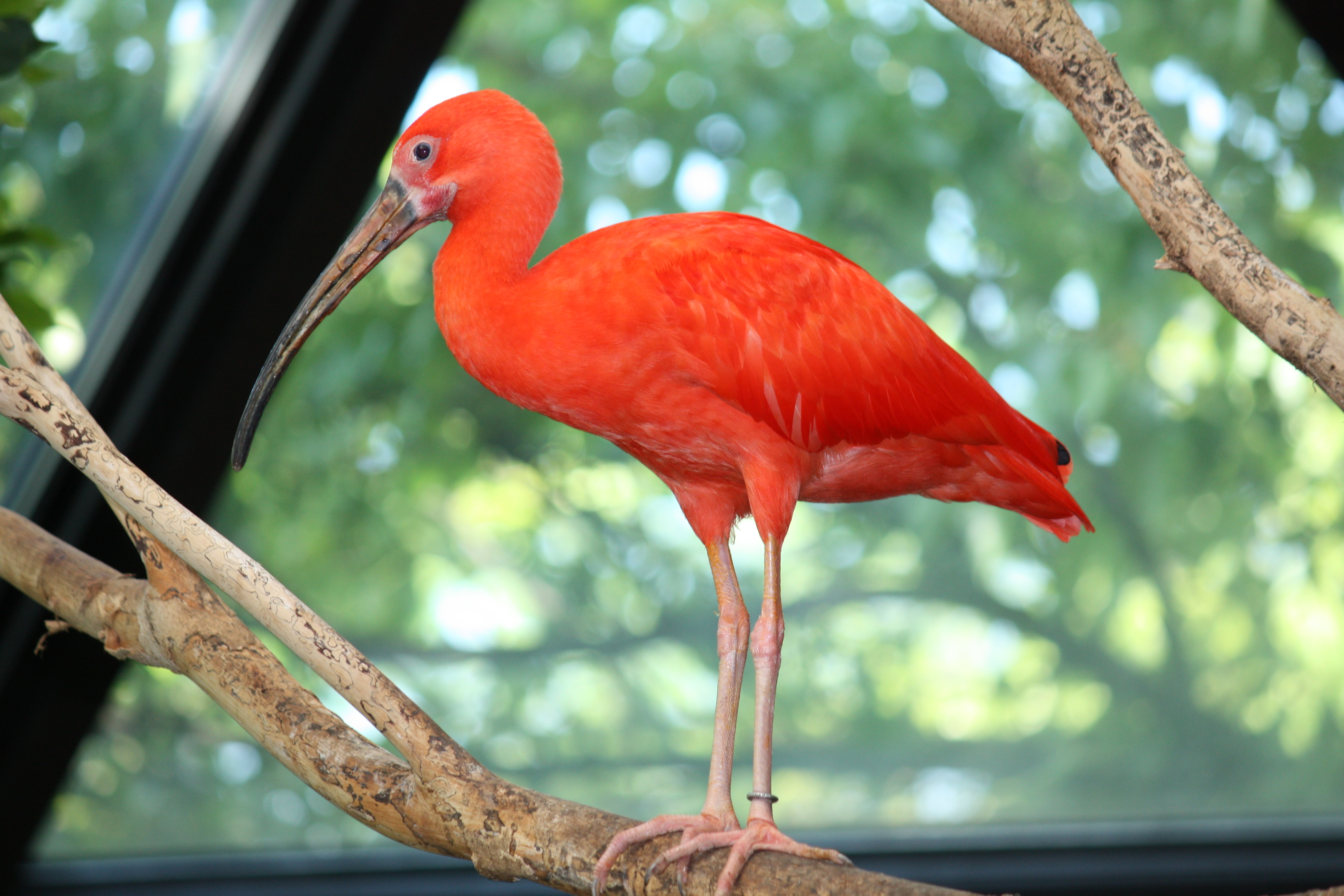
Ibis écarlate.

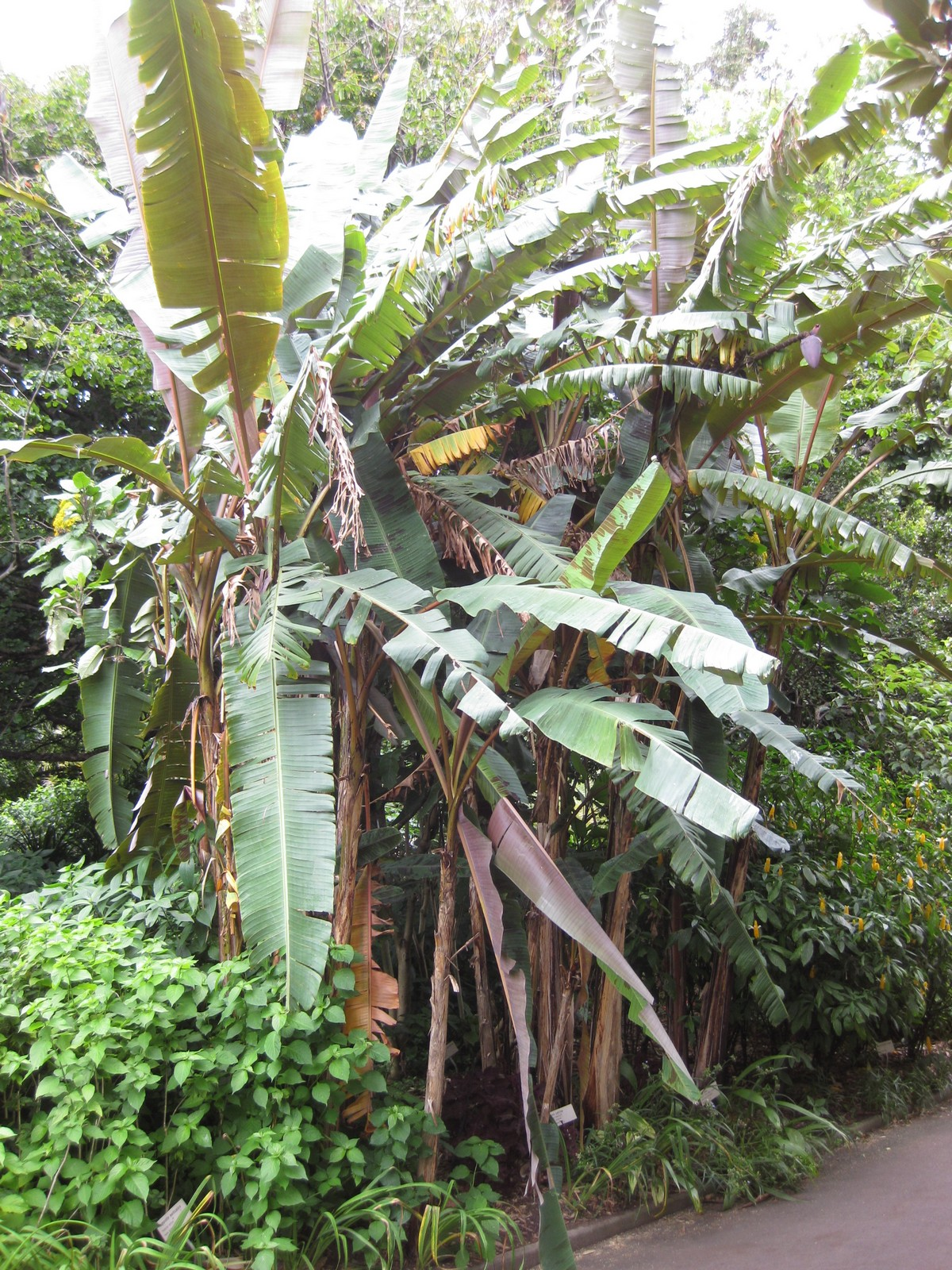
Bananiers.